# Typhodes
Typhodes is een geslacht van kevers uit de familie bladkevers (Chrysomelidae).
De wetenschappelijke naam van het geslacht werd in 1984 gepubliceerd door Samuelson.

## Soorten
- Typhodes aetherius Samuelson, 1984